# Angóracsík
Az angóracsík (Oxynoemacheilus angorae) a sugarasúszójú halak (Actinopterygii) osztályának a pontyalakúak (Cypriniformes) rendjébe, ezen belül a Nemacheilidae családjába tartozó faj.

## Előfordulása
Az angóracsík a következő országokban fordul elő: Irán, Izrael, Jordánia, Libanon, Szíria és Törökország.

## Alfajai
- Oxynoemacheilus angorae angorae – Anatóliában (a Fekete-tenger déli felének vidékétől Transzkaukázusig) és a Közel-Keleten (Szíria, Libanon, Izrael) fordul elő.
- Oxynoemacheilus angorae bureschi – Bulgáriában levő Sztruma folyóban él; manapság önálló fajként tartják számon, Oxynoemacheilus bureschi (Drensky, 1928) név alatt.

## Megjelenése
A hal teste erősen nyújtott, elöl henger alakú, hátul oldalról kissé lapított. A fej és a hát profilja púposodó. Faroknyele magas, hosszú. Szájnyílása szűk, alsó állású; felső ajkán 6 bajuszszál van, 4 elöl, 2 a szájszögletben; elülső orrnyílása nem csőszerű. Szeme alatt nincs tüske. Pikkelyei nagyon kicsinyek, vékonyak. Hátúszója 8-11, farok alatti úszója 7-8 sugarú. A farokúszó hátulsó szegélye mindig kimetszett. Garatfogai egysorosak, többnyire 8-8. Háta sárgásszürke. Hátúszója előtt rendszerint egy elmosódottan határolt, sötét hosszanti sáv húzódik, ami 3-5, egymást követő foltban folytatódhat. Hátúszója mögött 4-7 sötét folt van. Oldalai is sötét foltosak. Testhossza 6-8 centiméter, legfeljebb 9 centiméter.

## Életmódja
Miután széltében elterjedt Kis- és Elő-Ázsiában, feltételezhető, hogy egyáltalán nem érzékeny a magas vízhőmérsékletre. Az angóracsík folyóvizek és tavak lakója. Tápláléka gerinctelen fenéklakókból áll, különösen férgekből és rovarlárvákból.

## Szaporodása
Május és július között ívik. A sekély vizű, homokos vagy kavicsos partszakaszokon ikrázik, ahol a köveken, ritkábban vízinövényeken tapadnak meg az ikrák.